# Saison 2009-2010 de l'AS Salé
 (janvier 2013).
Maillots
Chronologie
Saison précédente Saison suivante
L’Association sportive de Salé est un club de football marocain basé à Salé fondé en 1928. En 2009-2010, l'équipe première participe au championnat du Maroc de football de première division.

## Matches de la Botola 2009/2010
| Date                      | Journée | Équipe  | Score | Adversaire                   | Lieu                       |
| ------------------------- | ------- | ------- | ----- | ---------------------------- | -------------------------- |
| 29 août 2009 à 16h        | J 1     | AS Salé | 1 - 0 | KAC de Kénitra               | Stade Boubker Ammar        |
| 13 septembre 2009 à 22h   | J 2     | AS Salé | 0 - 1 | Maghreb de Fès               | Complexe Sportif de Fès    |
| 26 septembre 2009 à 15:30 | J 3     | AS Salé | 2 - 1 | Wydad de Fès                 | Stade Boubker Ammar        |
| 4 octobre 2009 à 15h      | J 4     | AS Salé | 1 - 0 | Wydad de Casablanca          | Mohammed V                 |
| 17 octobre 2009 à 15h     | J 5     | AS Salé | 1 - 1 | Raja de Casablanca           | Stade Boubker Ammar        |
| 25 octobre 2009 à 13h45   | J 6     | AS Salé | 0 - 1 | Ittihad Khémisset            | Stade 18 novembre          |
| 31 octobre 2009 à 15h     | J 7     | AS Salé | 1 - 1 | Moghreb de Tétouan           | Stade Boubker Ammar        |
| 8 novembre 2009 à 14h     | J 8     | AS Salé | 0 - 0 | Olympique de Khouribga       | Stade Phosphate            |
| 21 novembre 2009 à 15h    | J 9     | AS Salé | 0 - 0 | Kawkab de Marrakech          | Stade Boubker Ammar        |
| 6 décembre 2009 à 15h     | J 10    | AS Salé | 0 - 2 | Olympique de Safi            | Stade El Massira           |
| 12 décembre 2009 à 14h30  | J 11    | AS Salé | 0 - 0 | Difaâ d'El Jadida            | Stade Boubker Ammar        |
| 19 décembre 2009 à 19h    | J 12    | AS Salé | 0 - 1 | FAR de Rabat                 | Complexe Moulay Abdallah   |
| 26 décembre 2009 à 14h30  | J 13    | AS Salé | 1 - 1 | FUS de Rabat                 | Stade Boubker Ammar        |
| 3 janvier 2010 à 13h45    | J 14    | AS Salé | 0 - 1 | Hassania d'Agadir            | Stade Al Inbiâate          |
| 10 janvier 2010 à 14h     | J 15    | AS Salé | 1 - 1 | Jeunesse Sportive El Massira | Stade Boubker Ammar        |
| 31 janvier 2010 à 14h     | J 16    | AS Salé | 0 - 1 | Maghreb de Fès               | Stade Boubker Ammar        |
| 7 février 2010 à 18h      | J 17    | AS Salé | 0 - 3 | Wydad de Fès                 | Complexe Sportif de Fès    |
| 13 février 2010 à 15h     | J 18    | AS Salé | 1 - 1 | Wydad de Casablanca          | Stade Boubker Ammar        |
| 19 février 2010 à 20h     | J 19    | AS Salé | 1 - 1 | Raja de Casablanca           | Complexe Mohammed V        |
| 27 février 2010 à 14h     | J 20    | AS Salé | 0 - 1 | Ittihad Khémisset            | Stade Boubker Ammar        |
| 8 mars 2010 à 15h         | J 21    | AS Salé | 3 - 1 | Moghreb de Tétouan           | Stade Saniat Rmel          |
| 13 mars 2010 à 15h        | J 22    | AS Salé | 0 - 1 | Olympique de Khouribga       | Stade Boubker Ammar        |
| 26 mars 2010 à 20h        | J 23    | AS Salé | 0 - 3 | Kawkab de Marrakech          | Stade El Harti             |
| 3 avril 2010 à 15h        | J 24    | AS Salé | 1 - 3 | Olympique de Safi            | Stade Boubker Ammar        |
| 10 avril 2010 à 15h       | J 25    | AS Salé | 0 - 0 | Difaâ d'El Jadida            | Stade El Abdi              |
| 17 avril 2010 à 14h       | J 26    | AS Salé | 0 - 2 | FAR de Rabat                 | Stade Boubker Ammar        |
| 28 avril 2010 à 19h       | J 27    | AS Salé | 0 - 1 | FUS de Rabat                 | Complexe Moulay Abdallah   |
| 3 mai 2010 à 17h          | J 28    | AS Salé | 1 - 1 | Hassania d'Agadir            | Stade Boubker Ammar        |
| 8 mai 2010 à 17h          | J 29    | AS Salé | 0 - 0 | Jeunesse Sportive El Massira | Stade Mohammed Laghdaf     |
| 14 mai 2010 à 17h         | J 30    | AS Salé | 0 - 5 | KAC de Kénitra               | Stade Municipal de Kénitra |